# Josep Puig i Ponsa
Josep Puig i Ponsa, más conocido con el nombre de pluma de Pep Puig (Tarrasa, 4 de abril del 1969), es un escritor español en lengua catalana.
Licenciado en Educación Física, trabaja como instructor de gimnasias posturales. Vive en la Nou de Gaià (Bajo Gaià), en el camp de Tarragona. Su primera novela, L'home que torna (El hombre que vuelve), obtuvo el premio Joven Talento Fnac y fue muy bien acogida por la crítica y los lectores. El 2015 ganó el premio Sant Jordi de novela con La vida sense Sara Amat (La vida sin Sara Amat).

## Obra
- 2005 — L’home que torna (Empúries)[2]
- 2007 — Les llàgrimes de la senyoreta Marta (Empúries)
- 2015 — L'amor de la meva vida de moment (L’Altra Editorial)
- 2016 — La vida sense Sara Amat (Proa)[3]
- 2018 — Els metecs (Empúries)

## Premios y reconocimientos
- 2015 — Premio Sant Jordi de novela por a La vida sense Sara Amat
- 2017 — Premio de Narrativa Maria Àngels Anglada por La vida sense la Sara Amat[4]